# Shannon (Ierland)
Shannon (Iers: An tSionna) is een plaats in county Clare in Ierland die vernoemd is naar de rivier er vlakbij. Shannon kreeg de status van stad op 1 januari 1982. De stad ligt vlak bij de N19 weg, een uitloper van de N18 weg tussen de stad Limerick en Ennis. De plaats heeft ongeveer 9220 inwoners. Het ligt tussen Limerick en Ennis respectievelijk de hoofdsteden van de counties Limerick en Clare. Het dichtstbijzijnde dorp, dat slechts drie mijl naar het oosten gelegen is, is beroemd met zijn kasteel Bunratty met middeleeuwse banketten en Folk Park die wordt jaarlijks door duizenden toeristen bezocht uit de hele wereld.
Shannon is Ierlands eerste "kunstmatige" stad, ontworpen en gebouwd door de overheid, nadat er een internationaal vliegveld Shannon Airport werd geopend in 1939.